# Anoplodactylus aculeatus
Anoplodactylus aculeatus är en havsspindelart som beskrevs av Möbius, K. 1902. Anoplodactylus aculeatus ingår i släktet Anoplodactylus och familjen Phoxichilidiidae. Inga underarter finns listade i Catalogue of Life.